# Segunda guerra entre unitarios y federales en el interior
La segunda guerra entre unitarios y federales en el interior ocurrió entre el 1 de diciembre de 1828 y  el 4 de noviembre de 1831 como consecuencia del fusilamiento de Manuel Dorrego y los bandos enfrentados se alineaban en la Liga del Interior y las provincias firmantes del Pacto Federal. La guerra se dio durante la disolución de las Provincias Unidas del Río de la Plata, quien luego seria sucedida por la Confederación Argentina.

## Antecedentes

### Autonomías provinciales
Tras la Independencia de la Argentina, en 1820 habían desaparecido las autoridades nacionales, debido a la oposición de los federales al centralismo que los gobiernos de la década anterior habían implantado.
Durante la década de 1820, en consecuencia, cada provincia argentina se gobernó a sí misma, sin más vínculo con las demás que los tratados firmados entre ellas y una fuerte convicción de pertenecer a un mismo país.
En 1824 se reunió, por iniciativa del gobierno de la provincia de Buenos Aires, el Congreso General de 1824; este había creado el cargo de Presidente de la República Argentina, que ejerció el porteño Bernardino Rivadavia, líder del partido unitario. Dos años más tarde, el mismo Congreso sancionó la Constitución Argentina de 1826, de corte netamente unitario. Una serie de enfrentamientos entre unitarios y federales en las provincias del norte se saldó con la victoria del partido federal, dirigido militarmente por el caudillo Facundo Quiroga, en 1827.

### Guerra del Brasil y el fracaso de Rivadavia
La Guerra del Brasil había sido la excusa para la formación de la Presidencia. El éxito de la campaña terrestre contrastaba con el fracaso en levantar el bloqueo sobre los puertos argentinos por parte de la flota brasileña. Eso llevó a un desafortunado tratado de paz firmado por el enviado del presidente Rivadavia, que al ser conocido le costó la presidencia a este.
Poco después era disuelto el Congreso, y la provincia de Buenos Aires reconquistaba su autonomía provincial; su primer gobernador, electo en elecciones relativamente democráticas, fue Manuel Dorrego. Este se entendió con los dirigentes federales del interior, que le delegaron las dos atribuciones que quedaban de un gobierno nacional: la responsabilidad por lo que quedaba del ejército en campaña en la Banda Oriental, y las relaciones exteriores de todas ellas, incluida la capacidad de decidir sobre las relaciones de paz y de guerra.
El gobierno de Dorrego fue relativamente favorable a las clases bajas, y los aristócratas se sintieron atacados por esa política. Se pronunciaron en su contra, al menos en la ciudad, casi todos los dirigentes.
En reemplazo del disuelto Congreso, se reunió en Santa Fe una «Convención Nacional» de representantes de los gobiernos provinciales. Este tenía como misión sentar las bases constitucionales del país por medio de tratados entre las provincias.
Pero Dorrego, a pesar de sus intentos de continuar la Guerra del Brasil, no tenía fondos para hacerlo. El Banco de la Provincia de Buenos Aires, controlado por capitalistas británicos, le negaba créditos para ello, siguiendo la política del embajador británico, John Ponsonby. De modo que Dorrego se vio obligado a firmar la paz en las condiciones exigidas por Ponsomby. La principal de ellas era la independencia de la Provincia Oriental, como República Oriental del Uruguay.
Los oficiales del ejército se sintieron ultrajados por el tratado de paz, ya que creían que había sido firmado cuando ellos aún estaban en condiciones de continuar la lucha. Al frente de ellos se puso el general Juan Lavalle, que había tenido un conflicto personal con el partido federal porteño. Disgustado por el tratado de paz, se alió con los opositores de Dorrego, muchos de ellos comerciantes que habían exigido a este que firmase cualquier tratado de paz con tal de ver levantado el bloqueo y detenido el flujo de dinero al ejército y la flota. Lavalle y sus aliados no parecieron percibir que se oponían a Dorrego por razones opuestas.
Lavalle llevó de regreso la mitad del ejército a Buenos Aires a fines de noviembre de 1828; en pocas horas se puso de acuerdo con los dirigentes unitarios para derrocar a Dorrego.

## Revolución de diciembre
En la madrugada del 1.º de diciembre de 1828, el general Lavalle ocupó el centro de la ciudad de Buenos Aires. El gobernador Dorrego abandonó rápidamente la Fortaleza, sede de su gobierno, dirigiéndose al sur de la provincia, donde contaba con el apoyo de las milicias rurales, bajo el mando del coronel Juan Manuel de Rosas.
En su ausencia, Lavalle se hizo elegir gobernador en una asamblea de sus partidarios en el atrio de una iglesia. Desde entonces, ambos contendientes se consideraban, cada uno a sí mismo, el gobernador legal, y al otro como un usurpador.
Rosas aconsejó a Dorrego unir a sus fuerzas las que comandaba en el norte de la provincia el coronel Ángel Pacheco. Dorrego, en cambio, decidió enfrentar al usurpador en la batalla de Navarro, donde fue completamente derrotado. Se retiró hacia el norte de la provincia, refugiándose en el campamento de Pacheco; pero dos de sus oficiales, Bernardino Escribano y Mariano Acha, se sublevaron contra ellos y arrestaron a Dorrego. Pocos días más tarde, instigado por sus aliados unitarios, Lavalle ordenaba el fusilamiento del gobernador Dorrego en Navarro.
Por su parte, Rosas se trasladó a la provincia de Santa Fe. La «Comisión Representativa» encargó al gobernador Estanislao López marchar sobre Buenos Aires al frente de su ejército y deponer a Lavalle. A ese ejército se sumó Rosas.
En el interior de la provincia de Buenos Aires se formaron algunos pequeños ejércitos y montoneras federales, que resistieron duramente al usurpador. El coronel Isidoro Suárez venció a una de ellas en el combate de Las Palmitas, cerca de la actual Junín; el jefe vencido, teniente coronel Manuel Mesa, fue fusilado.
Pero no todos fueron éxitos: el coronel Federico Rauch fue vencido por una montonera de indígenas y gauchos en el combate de Las Vizcacheras, y muerto a manos de los indios. El coronel Ramón Bernabé Estomba perdió la razón en su búsqueda de enemigos en el interior de la provincia, y moriría poco después en un hospital.

## Surgimiento de Rosas
En castigo por el apoyo de Estanislao López a los montoneros federales, Lavalle invadió Santa Fe. Pero López maniobró con la estrategia que la había dado éxito varias veces antes, maniobrando sin presentar batalla y desgastando al enemigo.
En medio de estas operaciones, se unió a Lavalle el general José María Paz, que había regresado de la Banda Oriental con las tropas de las provincias del interior. Acordó con Lavalle la invasión a Córdoba, y comenzó la campaña que llevaría la guerra civil a casi todo el país.
Poco después, López llevaba a Lavalle hasta un campo de pastos envenenados, donde el porteño perdió casi todos sus caballos, de modo que se vio obligado a retroceder hacia la capital. Unas semanas más tarde, López y Rosas derrotaban a Lavalle en la batalla de Puente de Márquez, del 25 de abril de ese año.
Con sus fuerzas muy disminuidas y muy reducida su movilidad, Lavalle debió encerrarse en la ciudad de Buenos Aires. Rosas incluso se dio el lujo de enviar de regreso a López a Santa Fe, para prevenir un posible ataque de Paz, y poco después sitió a Lavalle en el interior de la ciudad.
El sitio de Buenos Aires se cerró cada vez más sobre Lavalle y sus leales, mientras muchos habitantes de la ciudad emigraron a los suburbios, dominados por los federales. En la ciudad, el apoyo a Lavalle no era unánime, ya que muchos dirigentes –incluyendo a algunos unitarios– habían rechazado su revolución y el fusilamiento de Dorrego; muchos habían sido expulsados y otros arrestados por orden de Lavalle. La ciudad se quedó sin víveres y, para empeorar las cosas, la flota francesa se apoderó de la escuadra unitaria.
Desesperado, Lavalle se dirigió completamente solo al cuartel general de Rosas. Como este no se encontraba, se acostó en su catre de campaña a esperarlo. A la mañana siguiente, Lavalle y Rosas firmaron la Convención de Cañuelas, por la que se llamó a elecciones, en las que debía presentarse solamente una lista de unidad de federales y unitarios.
Cuando en julio se realizaron esas elecciones, los unitarios presentaron la candidatura del general Alvear, la cual triunfó gracias a la emigración de los federales y la violencia empleada por los unitarios.
Las relaciones quedaron rotas nuevamente, y la ciudad volvió a ser sitiada. Mucho más que antes, la fuerza estaba del lado de Rosas. A fines de agosto se firmó un segundo pacto, el de Barracas. Por este, el gobierno quedaba en manos del general Juan José Viamonte. Este convocó a la legislatura disuelta por Lavalle, que el 8 de diciembre eligió gobernador a Juan Manuel de Rosas, munido de "todas las facultades ordinarias y extraordinarias que crea necesarias, hasta la reunión de una nueva legislatura", una medida relativamente común en tiempos de guerra civil.
Comenzaba la llamada «época de Rosas».

## Invasión de Paz a Córdoba

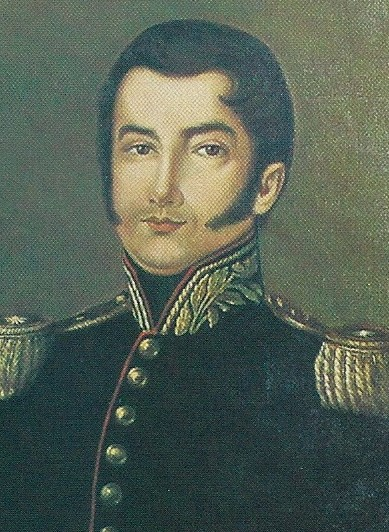
El general José María Paz.

En los últimos días de diciembre de 1828, después del fusilamiento de Dorrego, el general José María Paz regresó a Buenos Aires con los últimos cuerpos del ejército de la Guerra del Brasil; en su mayor parte, se trataba de tropas y oficiales de las provincias del interior. Lavalle nombró a Paz su ministro de guerra, con la esperanza de que le ayudara en su guerra contra López y Rosas; pero Paz tenía otros planes.
Paz se trasladó con su división hasta San Nicolás de los Arroyos y, tras una conferencia con Lavalle en «Los Desmochados», el 3 de abril, continuó su camino hacia Córdoba, su provincia natal. En su camino ordenó tener especial cuidado en no molestar a los habitantes de la provincia de Santa Fe, de modo que no fue incomodado por Estanislao López.
En Córdoba gobernaba, desde 1820, el general Juan Bautista Bustos. Paz había sido su compañero en el motín de Arequito y su enemigo en el conflictivo año 1821.
A fines de enero, el coronel Juan Gualberto Echeverría, jefe de la frontera sur de la provincia de Córdoba, se había insurreccionado contra el gobernador Bustos; pero había fracasado. Sus aliados fueron arrestados, y el propio Echeverría debió huir a Buenos Aires. Regresó con el ejército de Paz.
Paz ingresó en el territorio de la provincia a fines de marzo de 1829, con un pequeño pero eficaz ejército de casi 1000 hombres. En su avance hacia el interior de la provincia, recibió el apoyo de muchos cordobeses de responsabilidad, incluidos varios comandantes militares y jueces de paz. Entre ellos se contaba Manuel López, el que sería futuro caudillo federal y que gobernaría Córdoba por 17 años, heredero en muchos sentidos de Bustos. El largo gobierno de Bustos había ido generando resentimientos personales que resquebrajaban la lealtad a su jefe; aunque esta situación salió a relucir solo cuando Paz ingresó en la provincia.
Sabiendo que las intenciones de Paz no eran pacíficas, el gobernador intentó indisponer a la población con el invasor. El 9 de abril, antes de que Paz llegara, se retiró a la zona de las sierras, a la estancia de San Roque. No quiso continuar su marcha hacia el oeste, porque desde ese punto en adelante, internándose en las sierras, hubiera debido abandonar las carretas en que transportaba su artillería.
Paz anunció al pueblo de la capital que llegaba sin pretensiones personales, con la única misión de conducir a sus hombres a sus hogares, cada uno a su provincia. Ordenó a sus tropas que respetaran al máximo a la población y se mostró muy conciliador.
El jefe invasor entró a la ciudad aclamado como un héroe. Viendo el cargo de gobernador aparentemente vacante, instó a los antiguos unitarios y a los viejos autonomistas de la época de José Javier Díaz a que le pidieran que interviniera en su favor. Aprovechando que el período legal de gobierno de Bustos había finalizado, anunció que desconocía la autoridad de este.
Bustos pidió ayuda a sus aliados, sobre todo a Facundo Quiroga; pero necesitaba ganar tiempo. De modo que el 18 de abril nombró a Paz gobernador provisorio, con la única misión de convocar elecciones. La condición impuesta era que ni él ni Paz podían ser electos para el cargo de gobernador. Paz también necesitaba tiempo, de modo que aceptó.
Poco tiempo después, Paz exigió que las tropas de Bustos fueran desarmadas, a lo que el gobernador respondió con evasivas, y enviando a su yerno Claudio Antonio Arredondo a negociar la paz. Pero, sin responder, y adelantándose a la llegada de Quiroga, Paz atacó las posiciones de Bustos en la batalla de San Roque, el 22 de abril de 1829.
El jefe federal se mantuvo en una posición defensiva, lo que era supuestamente su especialidad, protegiendo sus posiciones con artillería. Paz, por su parte, dividió sus fuerzas en varias columnas con las que atacó de frente a su enemigo. La superior preparación de las tropas de Paz decidió la batalla en su favor. Cuando los unitarios capturaron su artillería, Bustos abandonó San Roque para refugiarse en la provincia de La Rioja, en el ejército de Quiroga.

### La Tablada
Paz regresó a Córdoba capital, y formó su gobierno. Su ministro general era José Isasa, un antiguo federal de la época de Díaz, y que había sido amigo personal de Bustos.
El principal apoyo del nuevo gobernador eran las clases altas de la ciudad, mientras casi todos los comandantes militares se negaron a reconocer su autoridad. Especialmente, los jefes federales del oeste y del norte de la provincia se unieron al ejército de Quiroga. Paz se dedicó a cambiar todos los funcionarios, e incluso reemplazó al provisor del obispado, Benito Lascano, por Pedro Ignacio de Castro Barros y a otros muchos eclesiásticos y docentes de la Universidad.[cita requerida] También cambió a todos los comandantes militares del período de Bustos, con la notable excepción de Manuel López, el futuro caudillo federal.
Tras reunir "contribuciones forzosas" asignadas a los partidarios de Bustos, logró organizar un poderoso ejército de 8000 cordobeses, sin embargo, dichas cifras son posiblemente exageradas y las fuerzas de Paz pueden ser estimadas en alrededor de 5000 hombres, incluyendo a las tropas que trajo consigo y los refuerzos recibidos. En esa época se comunicó con los gobernadores de las provincias vecinas: Juan Felipe Ibarra se limitó a reconocerlo en su carácter de gobernador, pero los gobernadores de Salta, Gorriti, y de Tucumán, Javier López, se unieron a él. El segundo se incorporó a su ejército con unos 200 tucumanos, después de pasar por Catamarca, donde había derrocado a Figueroa. El primero en cambio aportó 1000 salteños a la campaña al mando del capitán Domingo López .
Por su parte, los aliados de Quiroga eran los gobiernos de Catamarca, San Juan, Mendoza y San Luis. El ejército de Quiroga se componía de 1.200 a 1500 riojanos, 600 catamarqueños –comandados por su gobernador, Marcos Antonio Figueroa–, 100 puntanos, unos 1200 mendocinos, comandados por José Félix Aldao, y cerca de 300 de cordobeses, comandados por Bustos.
Mientras marchaba hacia San Luis a la espera de los contingentes sanjuaninos y puntanos, Quiroga se enteró de que en Las Quijadas los 600 sanjuaninos liderados por el gobernador Manuel Gregorio Quiroga del Carril para sumarse a su ejército se sublevaron instigados por oficiales unitarios, obligando al caudillo a prescindir de dicho contingente. En su avance, las tropas de Quiroga cometieron varios atropellos contra aquellos que se mostraban partidarios del nuevo gobernador. En respuesta, Paz ordenó confiscar los bienes de Bustos.
En lugar de avanzar en línea recta sobre Córdoba, Quiroga se desvió hacia el sur y envió refuerzos a San Luis. Esto engañó a Paz, que salió de la capital rápidamente hacia el sur. Quiroga apareció de pronto frente a la ciudad, y la tomó tras una breve pero cruenta lucha, el 20 de junio. Por un momento, se creyó que la batalla se daría en la propia ciudad, pero Quiroga la abandonó para no ensangrentarla, y enfrentó a Paz en las afueras de la ciudad al frente de sus 5000 hombres. En sus filas iban los generales Bustos, José Félix Aldao y Marcos Antonio Figueroa.
La batalla de La Tablada, del 22 de junio, fue un enfrentamiento muy violento: tras una situación indecisa, la eficaz artillería de Paz y la reserva de su caballería, al mando de Juan Esteban Pedernera, decidieron el combate para los unitarios.
Con sus hombres exhaustos, Paz inició al día siguiente su regreso a Córdoba; pero al cruzar un desfiladero, fue sorpresivamente atacado por las tropas de Quiroga: el ejército deshecho se había reorganizado en menos de doce horas, y volvió a atacar. Pero también los federales estaban cansados, y no lograron aprovechar la sorpresa: esta vez, la diferencia numérica a favor de los unitarios fue decisiva, y Paz volvió a vencer. Poco después ocupó la capital provincial; uno de sus coroneles, Román Deheza, ordenó fusilar decenas de prisioneros.
La victoria le había costado cara a Paz: había perdido 500 hombres entre muertos y heridos. De todos modos, ahora podía consolidar su victoria en el interior de la provincia.

### Entre dos grandes batallas
Envió partidas militares al mando de Pedernera, Lamadrid y Pringles a "pacificar" el oeste y el norte de la provincia. Sus oficiales cometieron toda clase de excesos y atropellos, con muchos fusilamientos y los degüellos; algunos autores mencionaron más de mil muertos.
Después de La Tablada, Quiroga retrocedió a La Rioja, perseguido de lejos por Lamadrid. Al llegar a la capital provincial, encontró a sus opositores festejando su derrota, por lo que los arrestó, les impuso contribuciones forzosas y ejecutó a algunos que se negaron a pagar. Después ordenó que toda la población de la ciudad la abandonara, trasladándose al sur y al oeste de la provincia.
Poco después de su partida llegó Lamadrid, pero no se pudo mantener más que unos días en una ciudad abandonada y regresó a Córdoba. Las provincias aliadas de Paz eran, en ese momento, Salta, Tucumán y Catamarca. Pero Quiroga envió a Benito Villafañe a Catamarca, donde repuso a Figueroa. Javier López volvió a enfrentarlo, pero tardaría meses en expulsarlo.
Hubo también una expedición hacia la provincia de San Luis, dirigida por el coronel Echeverría, a apoyar una revolución que había dirigido Justino Vélez. Poco después, Paz envió al coronel José Videla Castillo hacia San Juan, con la misión de seguir hacia San Juan y Mendoza.
En Mendoza hubo una reacción del partido unitario, pero allí las cosas llegaron más lejos: el 10 de agosto, el coronel Juan Agustín Moyano derrocó al gobernador federal Juan Rege Corvalán y colocó en su lugar a un unitario moderado y prestigioso, el general Rudecindo Alvarado, excolaborador de San Martín. Moyano se reservó el cargo de ministro y preparó las milicias provinciales para unirse al ejército de Paz.
Sorpresivamente reapareció el general Aldao, que se preparó a atacar a Moyano en el campamento del Pilar. Alvarado evitó el ataque y firmó con el ex fraile un tratado de paz, pero Moyano desconoció el pacto firmado por el gobernador y se preparó para pelear. Aldao aún quiso evitar la batalla, de modo que envió a su hermano, el coronel Francisco Aldao a entrevistarse con Moyano.
Pero las tropas de Aldao, impacientes, comenzaron la batalla de Pilar por su cuenta, el 22 de septiembre. Aldao triunfó y tomó prisioneros a los jefes unitarios; en ese momento se encontró con el cadáver de su hermano, asesinado a principios de la batalla. En respuesta, ordenó una matanza de los prisioneros y fugitivos de la batalla. Entre los muertos en la persecución se contó Francisco Laprida, que fuera miembro del Congreso de Tucumán. También Moyano fue fusilado.
Videla Castillo abandonó rápidamente San Luis, y los federales recuperaron el poder también allí.
Paz envió una misión a Santa Fe, a intentar prolongar la tregua que Estanislao López le había otorgado, pero la soberbia del enviado terminó por empeorar las cosas. López se preparó para aliarse a Quiroga en cuanto pudiera.

### Oncativo
Paz continuó financiando su ejército con nuevas contribuciones forzosas, con lo que logró aumentar su ejército. En la sierra, una segunda campaña de represión de los federales se extendió sobre zonas vecinas, en las provincias de La Rioja y San Luis.
Facundo Quiroga reunió nuevamente su ejército y el de sus aliados y avanzó hacia Córdoba dividiendo su ejército en dos columnas: la más adelantada se internó en el Valle de Traslasierra. El retraso de la retaguardia, al mando del general Benito Villafañe, que había estado intentando conservar Catamarca, y la necesidad de incorporar las fuerzas cuyanas que mandaba Aldao le obligaron a dirigirse a San Luis. Desde allí invadió el sur de Córdoba.
Desde Buenos Aires, el gobernador Rosas envió una embajada formada por Pedro Feliciano Cavia y Juan José Cernadas a intentar mediar entre los beligerantes. La evidente simpatía de estos por Quiroga hizo fracasar la mediación. Quiroga siguió su avance hacia el norte, cruzándose con las fuerzas de Paz, pero retrocedió al no tener noticias de Villafañe. En una carta a Paz, Quiroga anunciaba que:

El general que firma y sus bravos han jurado no largar las armas de la mano hasta que el país se constituya según la expresión y el voto libre de la República... Las provincias serán despedazadas, tal vez, pero jamás dominadas. Las armas que hemos tomadas en esta ocasión no serán envainadas sino cuando haya una esperanza siquiera de que no serán los pueblos nuevamente invadidos. Estamos convenidos en pelear una vez para no pelear toda la vida. Es indispensable ya que triunfen unos u otros, de manera que el partido feliz obligue al desgraciado a enterrar sus armas para siempre.

El 25 de febrero de 1830, Quiroga se detuvo en Oncativo y pretendió ganar tiempo agasajando a los mediadores. Fue en ese momento que Paz atacó su ejército. Quiroga, que no esperaba tener que combatir, había adoptado una posición defensiva eficaz, pero Paz atacó solamente su costado derecho; cuando Quiroga varió su posición para enfrentarlo, los ataque de Lamadrid y Pedernera destruyeron su ejército. Toda la infantería y la artillería federales cayeron en manos del ejército unitario. La batalla de Oncativo, también llamada de Laguna Larga, fue una de las grandes victorias de Paz. Se habían enfrentado unos ocho mil hombres más veinte piezas de artillería repartidos casi a la par. Tras esta Paz había capturado miles de prisioneros y poco después se haría con el mando indiscutible sobre las provincias de Córdoba, Mendoza, San Luis, San Juan, La Rioja, Catamarca y Salta, derrotando a los caudillos de aquellas en su intento de lograr su proyecto de unidad nacional.
Aldao fue capturado, y cientos de soldados federales fueron muertos en la persecución. En cambio, aunque Lamadrid intentó capturar a Quiroga, este logró escapar en el carruaje de los mediadores porteños, con apenas cien hombres. Para él, todo había terminado.

## La Liga del Interior
Paz decidió aprovechar la oportunidad, y envió divisiones de su ejército a las provincias que habían apoyado a Quiroga.
A Mendoza envió al coronel José Videla Castillo, que se hizo nombrar gobernador. En Catamarca, San Juan y San Luis, varios pequeños jefes federales fueron arrollados por el rápido avance unitario.
En La Rioja, el general Villafañe debió huir a Chile. Pero Paz no encontró un riojano que le sirviera en esa provincia, por lo que envió allí al vengativo Lamadrid. Este se dedicó a saquear violentamente la provincia, sobre todo las haciendas de Quiroga. Incluso obligó a la madre de Facundo a barrer la plaza de la ciudad de San Juan, a donde la había ido a buscar para obligarla a entregarle más plata y oro. En represalia por la muerte de su segundo, Pedro Melián, asesinó a 200 soldados federales. Se hizo nombrar gobernador y consiguió formar una fuerza de 1.500 hombres con sus tropas y los reclutas locales.
Poco después, Lamadrid marchó a San Juan, provincia que estaba en manos de los unitarios, pero entre los cuales había una dura lucha por el predomino, entre los coroneles Juan Aguilar y Santiago Albarracín. Terminó por imponerse este último, leal a Paz, que invadió Mendoza el 15 de junio de 1830 derrotando en los combates de la Estacada y Paso del Tunuyán a los últimos federales, dirigidos por el coronel Aldao que quedaban allí tras la huida del gobernador Juan Rege Corvalán.
Paz envió a Javier López a Santiago del Estero para derrocar a Ibarra, que renunció el 27 de mayo y huyó a Santa Fe. La provincia fue saqueada con saña, y el coronel catamarqueño Domingo Bildoza arreó todo el ganado que pudo hacia su provincia. Pero los federales siguieron luchando contra los invasores. De modo que Paz envió desde Córdoba al general Deheza, que si bien se apoderó del gobierno provincial, nunca logró eliminar las montoneras federales.
En noviembre de ese año, un hermano de Ibarra y el coronel Pablo Latorre, salteño llegado desde Santa Fe, ocuparon la ciudad de Santiago del Estero. Eso causó la reacción de las fuerzas de Paz, que al mando de Mariano Acha y Javier López recuperaron la provincia.
Una vez cambiados los gobiernos enemigos por otros adictos, convocó a sus representantes, con los que el 21 de agosto firmó un tratado general, la llamada Liga del Interior. Era una alianza ofensiva y defensiva, y creaba una especie de confederación sin intentar formar un gobierno central. Tampoco se reunió un congreso, y se proclamó que la intención era instaurar la fracasada Constitución Argentina de 1826, de corte netamente unitario. Paz recibió el título de Jefe Supremo Militar, y las provincias quedaron completamente sometidas a su autoridad militar, civil e incluso judicial.

## Guerra en Entre Ríos
El general Lavalle había emigrado a Uruguay. Allí decidió abrir un nuevo frente contra los federales. El gobernador Juan León Solas había cambiado varias veces de bando, por lo que estaba muy desprestigiado. Su principal rival era el general Ricardo López Jordán (padre), que decidió regresar de su exilio uruguayo para derribarlo.
En noviembre de 1830, López Jordán cruzó el río Uruguay ya avanzó rápidamente hacia el oeste al frente de un pequeño ejército. Por detrás de él, el general Lavalle invadió también Entre Ríos, al frente de otro ejército en que figuraban jefes como Martiniano Chilavert, Niceto Vega, José María Vilela y José María Pirán; ese doble frente impidió cualquier defensa organizada, y López Jordán ocupó Paraná. Pero, para sorpresa de Lavalle, en el acto en que ocupó el sillón de gobierno lo hizo aclamando a los federales y lanzando mueras a los unitarios. Desconcertado, Lavalle regresó a Uruguay.
Sin apoyo, y amenazado por refuerzos enviados por Estanislao López, al mando de su secretario, Pascual Echagüe, López Jordán abandonó el gobierno menos de un mes después de asumido.
En marzo de 1831, López Jordán y Lavalle hicieron una segunda tentativa; Lavalle llevaba menos soldados, pero el entrerriano llevaba algunos comprovincianos notables, entre ellos Eusebio Hereñú, Crispín Velázquez y Justo José de Urquiza. López Jordán fue vencido rápidamente por el coronel Pedro Espino en la Batalla de Puntas del Clé y los invasores regresaron rápidamente hacia Uruguay.

## El Pacto Federal y la campaña de Quiroga a Cuyo
Cuatro provincias habían quedado en manos de los federales: Buenos Aires, Santa Fe, Entre Ríos y Corrientes. Estas reunieron una nueva «comisión» que terminó firmando el Pacto Federal, del 4 de enero de 1831.
En virtud del mismo, la dirección de la guerra quedaba en manos de Estanislao López; este avanzó con sus tropas hacia la frontera de Córdoba, mientras algunos caudillos menores, como los hermanos Reynafé, insurreccionaban el norte de esta. Esperaba reunir los 2.000 jinetes propios con un contingente 4.000 infantes porteños con abundante artillería, pero Rosas solo envió en su ayuda un pequeño ejército porteño, al mando de los generales Juan Ramón Balcarce y Enrique Martínez y los coroneles Jerónimo Olazábal y Rodón 800 infantes más 200 cazadores a caballos, algunos milicianos y una sección de artillería. En esos momentos Rosas ya había levantado en armas a más de diez mil hombres. López sería el comandante en jefe de la expedición contra Córdoba.
Por otro lado, el general Quiroga, que estaba enfermo de reuma y se consideraba apartado de la guerra, se enteró del trato dado por Lamadrid a su provincia y su familia. Y decidió volver a la lucha: pidió a Rosas al primero que le diera tropas con las cuales volver a la lucha. Rosas un grupo delincuentes de las cárceles, desertores, borrachos y vagos; en total, un miserable grupo de 450 hombres. Con ellos se dirigió Quiroga hacia el norte de Buenos Aires, donde el coronel José Ruiz Huidobro los transformó en un regimiento bien entrenado.
A principios de 1831, las cosas se comenzaron a complicar para Paz: el coronel Ángel Pacheco, el más hábil de los jefes porteños, derrotó completamente a Pedernera en la batalla de Fraile Muerto. La mayoría de sus hombres eran federales incorporados a la fuerza, y se pasaron de bando al sonar los primeros tiros. Pacheco envió esos hombres a Facundo, que ya estaba avanzando hacia San Luis.
Con ese refuerzo, Quiroga siguió avanzando hacia el este; en el camino, se encontró con que en Río Cuarto, villa que pensaba esquivar sin darle importancia, había unas piezas de artillería que decidió que le serían útiles. Puso sitio a la pequeña ciudad, cuyos defensores eran los coroneles Juan Gualberto Echeverría y Juan Pascual Pringles. Después de varios días de sitio y tiroteos, estos huyeron de la ciudad, ocupada por el vencedor el 7 de marzo. Quiroga reforzó su ejército con los rendidos, excepto los oficiales y los civiles, que se llevó como prisioneros.
Entró en la provincia de San Luis y derrotó en dos batallas a Pringles. Uno de sus hombres le ordenó rendirse, pero Pringles se negó aduciendo que solo se rendiría a Quiroga, por lo que terminó muerto de un tiro. Al enterarse, Quiroga cubrió el cadáver con su propio poncho, y estuvo a punto de fusilar a su matador: 

"¡Por no manchar con tu sangre el cadáver del valiente coronel Pringles, no te hago pegar cuatro tiros ya mismo! ¡Cuidado, otra vez, miserable, que un vencido invoque mi nombre!"

A los pocos días entró en Mendoza, donde se enfrentó con el gobernador Videla Castillo en la batalla de Rodeo de Chacón, del 22 de marzo de 1831. Este tenía un ejército importante (posiblemente 2.000 combatientes) y era un jefe capaz, además de tener a sus órdenes a Lorenzo Barcala e Indalecio Chenaut. Quiroga dirigió la batalla desde el pescante de una diligencia, señalando los movimientos con una cañita: el reuma no le permitía montar. De todos modos, venció por completo. Esta batalla fue importantísima, la derrota de Castillo impidió que Paz recibiera los refuerzos mendocinos para su ejército (estimado en 5.000 hombres) y estableció una provincia bajo control federal a sus espaldas.
A continuación, entró a Mendoza e hizo elegir un gobernador federal, además de amenazar a los unitarios si no le entregaban sus bienes como indemnización. Hizo un breve viaje a San Juan, desde donde dirigió la recuperación de esa provincia por el coronel Martín Yanzón. De regreso a Mendoza, se encontró con la noticia de que su mejor amigo, el general Villafañe, había intentado regresar desde Chile, pero en el camino se había cruzado con un oficial unitario que lo había asesinado. Quiroga perdió la paciencia y mandó fusilar a todos los prisioneros de Río Cuarto y de Rodeo de Chacón que estaban en el cuartel: en total, veintiséis muertos.
En La Rioja, Tomás Brizuela había esperado que Lamadrid se retirara para volver a la lucha: en febrero de 1831 había ocupado la capital, venciendo al comandante Domingo Eugenio Villafañe en Amilgancho, y se había autoproclamado gobernador. Reunió a la antigua legislatura federal, que nombró gobernador a Paulino Orihuela, y derrotó una expedición llegada desde Salta, al mando del general José Ignacio Gorriti.
En Santiago del Estero, en el mes de febrero, Ibarra ingresó en su provincia en febrero, recibido con aclamaciones por la población. Deheza abandonó la provincia.

## Prisión de Paz
La Liga del Interior había perdido cinco provincias en dos meses; el general Paz confiaba en restablecer la situación en una gran batalla, pero López se negaba a dársela. En casi toda su provincia, los caudillos locales llevaban adelante una guerra de guerrillas, incluyendo a los Reynafé en el norte, Manuel López en el río Tercero, Camilo Isleño sobre el río Primero, y muchos otros. Solamente el coronel Echeverría, en el sur, logró capturar nuevamente Río Cuarto.
Paz movió su ejército hacia el límite con Santa Fe, y se puso al frente del mismo; decidido a forzar una batalla, que López evitaba con continuas acciones guerrilleras (Paz tenía 5.000 hombres mientras que López apenas 2.000 en esos momentos), el 10 de mayo se adelantó a hacer un reconocimiento del terreno con sus ayudantes. Fue sorprendido por una partida federal, y cuando intentaba huir, su caballo fue alcanzado por un tiro de boleadoras de un gaucho llamado Francisco Ceballos. Según contaba en sus Memorias, fue a parar al suelo, «mal de mi agrado». Fue conducido al campamento del general López, que lo trató con toda consideración y lo llevó prisionero a la aduana de Santa Fe.
Muchos historiadores han discutido sobre que hubiera pasado si Paz no hubiera sido capturado. Algunos sostienen que pudo haber entrado en Buenos Aires a finales de 1831, aunque quizás hubiera acabado igual que Lavalle tres años antes. Eso implicaba vencer a los ejércitos de López y Rosas, tesis también admitida por Rosendo Fraga en su libro de 2008 ¿Qué hubiera pasado si...?, pero en su teoría Paz hubiera convocado un Congreso Constituyente para organizar el país en una mezcla de presidencialismo fuerte pero permitiendo cierta autonomía de las provincias para garantizar la paz, siendo el general el primer presidente constitucional y organizador del país veinte años antes que Justo José de Urquiza. Lo que parece seguro es que tarde o temprano se hubiera producido una gran batalla decisiva entre Paz y alguno de los jefes federales, fuera con las fuerzas de López o las de Quiroga.
Cuando la noticia de la prisión de Paz llegó a la ciudad de Córdoba, el oficial más antiguo allí era el general Lamadrid, que asumió el mando del ejército. Consultó su situación con los jefes de su ejército y después, sin escuchar sus opiniones, ordenó que el ejército se retirara a Tucumán, su provincia. Solo 600 a 1000 hombres lo siguieron, Ibarra y Reynafé no hicieron nada por detenerlo a pesar de que tenían fuerzas suficientes para rodearlo y detenerlo.
Los civiles que había apoyado a Paz quedaron abandonados. Si bien hubo quienes fueron presos o expulsados, casi ninguno fue ejecutado. En cambio, sí lo fueron algunos oficiales, como el coronel Echeverría en La Carlota.
La capital cordobesa fue ocupada por Pascual Echagüe – que pronto pasaría a Entre Ríos – y, por orden de Estanislao López, fue elegido gobernador comandante miliciano José Vicente Reinafé.

## Fin de la Liga del Interior
Quiroga había estado preparándose para invadir Córdoba, pero al saber de la retirada de Lamadrid, avanzó sobre Catamarca. Hubo una larga serie de combates en toda esa provincia, y finalmente el grueso del ejército federal invadió Tucumán.
Lamadrid, mientras tanto, había hecho una breve campaña a Salta, donde había ayudado a derrotar las avanzadas federales que habían ingresado desde Santiago del Estero. Pero, por eso mismo, los salteños no le dieron tropas con que enfrentar a Quiroga. El mismo gobernador tucumano, Javier López, boicoteó al ejército de su antiguo enemigo y ahora jefe militar.
El 4 de noviembre de 1831, los ejércitos de Quiroga y Lamadrid se enfrentaron, por tercera y última vez, en la batalla de La Ciudadela. Quiroga dividió sus fuerzas en dos mitades, la izquierda, al mando del general Ruiz Huidobro, y la derecha, al mando de Yanzón y Nazario Benavídez. Las fuerzas de Lamadrid iban al mando de Javier López y Pedernera.
Después de dos horas y media de combate, la eficacia de Quiroga en el mando prevaleció sobre las más numerosas y veteranas tropas de Lamadrid. Los unitarios perdieron 200 muertos, incluidos dos coroneles, mientras los federales perdieron 50 hombres. Quiroga ocupó Tucumán, mientras el gobierno salteño se negaba a apoyar a Lamadrid en su intento de continuar la guerra. De modo que Lamadrid y la mayor parte de sus oficiales huyeron a refugiarse en Bolivia.
Aún faltaba federalizar la provincia de Salta. En esta, los coroneles Agustín Arias y Pablo Latorre habían logrado derrocar a Gorriti, pero la ayuda de Lamadrid había permitido a los unitarios colocar a Rudecindo Alvarado en el gobierno. Tras la derrota, Alvarado huyó a Bolivia. Latorre ocupó el gobierno sin más autoridad que su ejército y la alianza de Facundo Quiroga.
Los unitarios no se dieron por vencidos, y José Güemes aprovechó una salida de Latorre al interior de la provincia para desplazarlo del poder en la capital. Pero no tenía tropas suficientes para enfrentar a Latorre, que lo derrotó con facilidad en la batalla de Cerrillos, en febrero de 1832. Latorre regresó al gobierno. Meses más tarde, hubo un último intento de jefes unitarios en Salta, pero fueron derrotados en la batalla de Pulares, en diciembre de ese año. En total cerca de 2.000 personas, entre unitarios, partidarios y sus familias huyeron de Salta y Jujuy para refugiarse en Bolivia.
En Entre Ríos, mientras tanto, un último período de conflictos menores llevó al gobierno al coronel Espino. Cuando este fue derrocado, el coronel Echagüe invadió la provincia desde Santa Fe. Después de expulsar a Espino hacia Uruguay, Echagüe se hizo nombrar gobernador el 22 de febrero de 1832. Ocuparía el gobierno por diez años.
Todo el país estaba, por primera vez, en manos de gobernantes federales. El país queda dividido en un triunvirato entre López en el Litoral, Rosas en la rica Buenos Aires y Quiroga en el Interior.